# Солоне (Запорізький район)
Соло́не — село в Україні, у Павлівській сільській громаді Запорізького району Запорізької області. Населення станом на 1 січня 2007 року складало 1306 осіб. До 2020 року — адміністративний центр Солоненської сільської ради.

## Географія
Село Солоне розташоване за 40 км від обласного центру та 19 км від міста Вільнянська, біля витоків річки Солона, нижче за течією на відстані 1 км розташоване село Шевченкове.

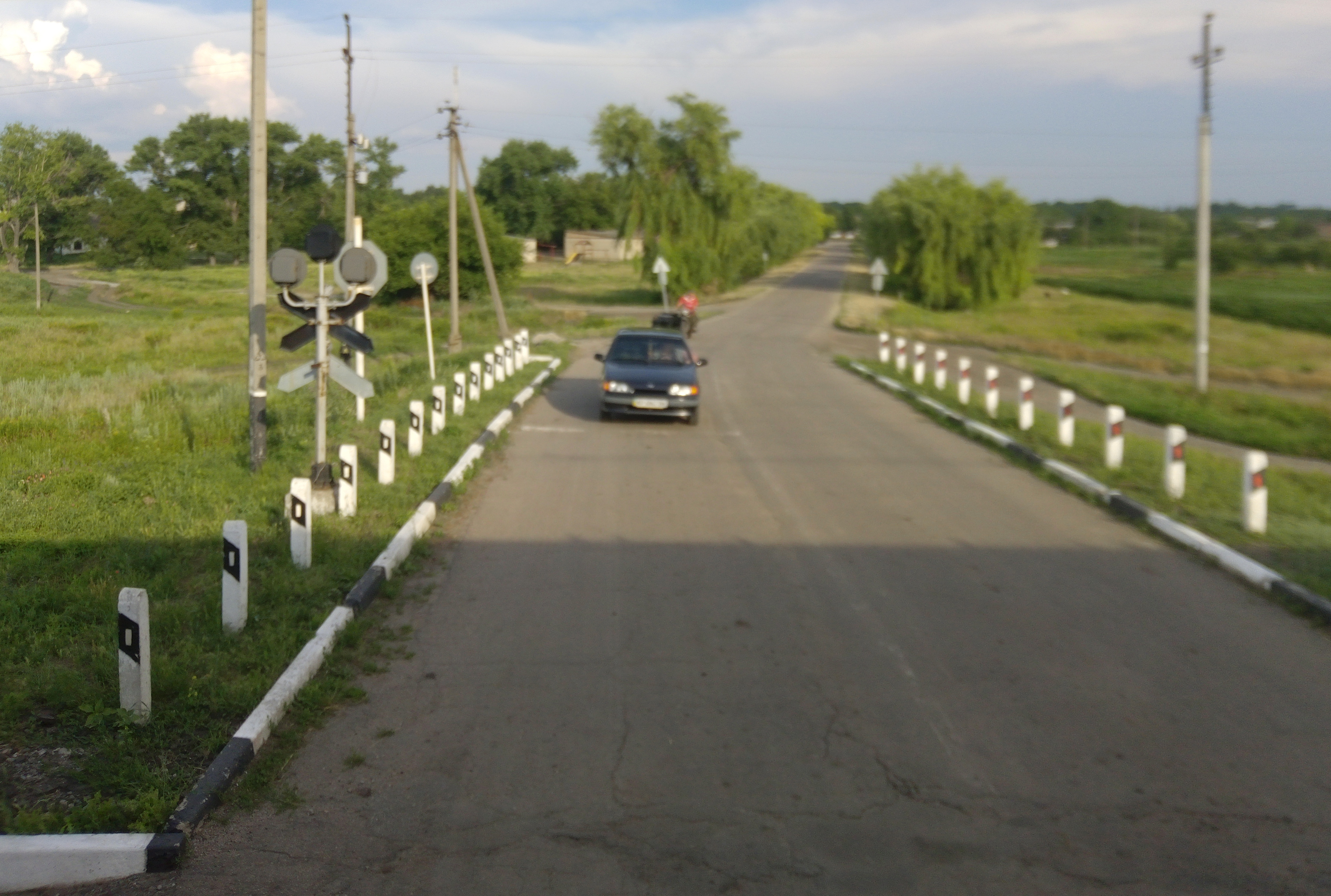
Залізничний переїзд у селі Солоне

Через село пролягає залізнична лінія Синельникове I — Запоріжжя I, на якій розташований однойменний пасажирський зупинний пункт.
Площа села — 121,4 га, налічується 505 домогосподарств.

## Історія
Село засноване 1921 року. Назва походить від однойменної річки Солона. 
З 1924 року село перебувало у складі Вільнянського району.
У 1932—1933 роках селяни зазнали сталінський геноцид.
29 вересня 1943 року село було звільнено Червоною армією від німецько-фашистських загарбників. У центрі села встановлений пам'ятник односельцям, що загинули під час Другої світової війни.
З 24 серпня 1991 року село у складі Незалежної України.
12 червня 2020 року, відповідно до розпорядження Кабінету Міністрів України № 713-р «Про визначення адміністративних центрів та затвердження територій територіальних громад Запорізької області», село увійшло до складу Павлівської сільської територіальної громади.
19 липня 2020 року, в результаті адміністративно-територіальної реформи та ліквідації Вільнянського району, село увійшло до складу новоутвореного Запорізького району.

## Населення

### Мова
Розподіл населення за рідною мовою за даними перепису 2001 року:
| Мова            | Кількість | Відсоток |
| --------------- | --------- | -------- |
| українська      | 1065      | 82.43%   |
| російська       | 210       | 16.25%   |
| румунська       | 8         | 0.62%    |
| болгарська      | 1         | 0.08%    |
| інші/не вказали | 8         | 0.62%    |
| Усього          | 1292      | 100%     |

## Економіка
Підприємства:
- птахоферма ООО «Велес»;
- фермерські господарства.

## Об'єкти соціальної сфери
- Середня загальноосвітня школа.
- Будинок дозвілля.
- Амбулаторія.